# Association sportive (scolaire)
En France, tous les établissements scolaires du second degré (collèges, lycées et lycées professionnels) sont dotés d'une association sportive (AS) dans le cadre du sport scolaire. 
L'action de l'association doit être en cohérence avec le projet pédagogique d’éducation physique et sportive de l'établissement. Le jour réservé aux activités de l'association sportive est le mercredi après-midi. Il est donc nécessaire que l'emploi du temps général de l'établissement tienne compte de cette disposition afin de préserver une période d'activités et de rencontres sportives commune avec les établissements.  

## Objectifs
Cette section est promotionnelle ou publicitaire (septembre 2024). Considérez son contenu avec précaution et/ou discutez-en.
« L'association sportive de l'établissement constitue, un champ d'expériences d'une particulière richesse, dans le même temps où elle offre des possibilités d'approfondissement et de découvertes. »

### Accès à la citoyenneté
L'association sportive est un lieu où se construit l'éducation à la citoyenneté, non seulement par la pratique sportive, ses valeurs et ses modalités, mais aussi par l'apprentissage de la vie associative.

### Ouverture vers l'extérieur
L'AS vise par son approche organisationnelle à l'ouverture de l'école d'aujourd'hui. Elle est une passerelle pour conduire les jeunes à des activités en dehors de l'école, code d'accès - parmi d'autres - à la vie sociale. Cela peut se traduire par des initiatives de partenariats locaux par exemple.

## Fonctionnement
Les associations sportives peuvent être fédérées au sein de l'Union Nationale du Sport Scolaire ou de l’UGSEL (enseignement privé) qui organise et coordonne rencontres et championnats.

### Bureau directeur
Le chef d'établissement en est le président. Les enseignants, les parents et les élèves sont représentés au sein du bureau directeur, qui désigne un secrétaire et un trésorier au cours de l'Assemblée Générale annuelle.
Comme toute association, l'AS doit déposer ses statuts en préfecture et il est souhaitable que ses membres rédigent et adoptent un règlement intérieur.

### Encadrement
Les enseignants d'EPS participent à l'animation et à l'encadrement de l’association dans leur service d'enseignement obligatoire. Un forfait hebdomadaire de 3 h spécialement inclus dans leur emploi du temps rétribue leur implication.
L'association peut aussi faire appel à d'autres professeurs ou à des adultes extérieurs au lycée. Elle peut également signer des conventions avec d'autres établissements ou des centres sportifs, afin de diversifier l'offre proposée aux élèves.

### Activités sportives
Les activités proposées par l'AS dépendent de trois facteurs :
- le choix des adhérents
- les installations disponibles et les opportunités géographiques
- les compétences spécifiques de l'encadrement

### Aspects financiers
L’EPLE peut décider de subventionner l’association. En ce cas, l’association doit obligatoirement remettre un rapport moral et financier à l’issue de l’exercice au chef d’établissement. L'attribution d'une subvention est soumise à un vote en conseil d'administration. Les fonds de vie lycéenne et d'animation peuvent aussi être utilisés après débat du CVL .
Une cotisation est demandée aux élèves (elle marque leur adhésion…) ; cette participation peut être prise en charge au cas par cas par le fonds social lycéen pour les élèves qui le demandent.

## Textes officiels
- Code de l'Education (partie législative) : partie 2, les enseignements scolaires, Livre V, la vie scolaire ; Titre V, les activités périscolaires, sportives et culturelles ; chapitre II, les activités physiques et sportives
- Recueil de textes sur l'Association Sportive
- Décret n°86-495 du 14/03/1986 (JORF 16/03/1986, BOEN N°13 03/04/1986)